# Espanya als Jocs Olímpics d'Estiu de 1984
Espanya va estar representada als Jocs Olímpics d'Estiu de 1984 celebrats a Los Angeles, Estats Units, per 179 esportistes (163 homes i 16 dones) que competiren en 23 esports. El portador de la bandera a la cerimònia d'obertura fou Alejandro Abascal, que va participar en la modalitat Flying Dutchman de vela.

## Medaller
L'equip olímpic espanyol va aconseguir les següents medalles:
| Esport     | Or | Plata | Bronze | Total |
| Atletisme  | 0  | 0     | 1      | 1     |
| Bàsquet    | 0  | 1     | 0      | 1     |
| Piragüisme | 0  | 0     | 1      | 1     |
| Rem        | 0  | 1     | 0      | 1     |
| Vela       | 1  | 0     | 0      | 1     |
| Total      | 1  | 2     | 2      | 5     |

## Medallistes
| Esportistes | Esport                                                                                               | Esdeveniment         | Data         |
| --- | --- | -------------------- | ------------ |
| Or | |                      |              |
| Luis Doreste Roberto Molina | Vela                                                                                                 | Classe 470           | 31 de juliol |
| Argent | |                      |              |
| Selecció masculina de bàsquet \| Fernando Arcega José Manuel Beirán Juan Corbalán Juan de la Cruz Juanma López Iturriaga Andrés Jiménez \| José Llorente Josep Margall Fernando Martín Fernando Romay Juan Antonio San Epifanio Nacho Solozábal \| | Bàsquet                                                                                              | Competició masculina | 10 d'agost   |
| Luis María Lasúrtegui Fernando Climent | Rem                                                                                                  | Dos sense timoner    | 5 d'agost    |
| Bronze | |                      |              |
| Narcisco Suárez Enrique Míguez | Piragüisme                                                                                           | C-2 500 m            | 10 d'agost   |
| José Manuel Abascal | Atletisme                                                                                            | 1500 m               | 11 d'agost   |
| Fernando Arcega José Manuel Beirán Juan Corbalán Juan de la Cruz Juanma López Iturriaga Andrés Jiménez | José Llorente Josep Margall Fernando Martín Fernando Romay Juan Antonio San Epifanio Nacho Solozábal |                      |              |

## Esports
| Esport                | Homes | Dones | Total |
| --------------------- | ----- | ----- | ----- |
| Atletisme             | 25    | 2     | 27    |
| Bàsquet               | 12    | 0     | 12    |
| Boxa                  | 4     | –     | 4     |
| Handbol               | 15    | 0     | 15    |
| Ciclisme              | 4     | 0     | 4     |
| Esgrima               | 2     | 0     | 2     |
| Gimnàstica            | 3     | 8     | 11    |
| Halterofília          | 4     | –     | 4     |
| Hípica                | 4     | 0     | 4     |
| Hoquei sobre herba    | 16    | 0     | 16    |
| Judo                  | 6     | –     | 6     |
| Lluita                | 3     | –     | 3     |
| Natació               | 8     | 0     | 8     |
| Natació sincronitzada | –     | 3     | 3     |
| Salts                 | 2     | 0     | 2     |
| Waterpolo             | 13    | –     | 13    |
| Pentatló modern       | 3     | –     | 3     |
| Piragüisme            | 10    | 0     | 10    |
| Rem                   | 10    | 0     | 10    |
| Tir                   | 10    | 1     | 11    |
| Tir amb arc           | 2     | 2     | 4     |
| Vela                  | 8     | 0     | 8     |
| Total                 | 164   | 16    | 180   |

## Atletisme
Vegeu Atletisme als Jocs Olímpics d'estiu de 1984

### Masculí
Pista i ruta
| Esportista                                                    | Esdeveniment      | Eliminatòria | Eliminatòria | Quarts de final  | Quarts de final  | Semifinals          | Semifinals          | Final               | Final               |
| Esportista                                                    | Esdeveniment      | Resultat     | Posició      | Resultat         | Posició          | Resultat            | Posició             | Resultat            | Posició             |
| ------------------------------------------------------------- | ----------------- | ------------ | ------------ | ---------------- | ---------------- | ------------------- | ------------------- | ------------------- | ------------------- |
| José Manuel Abascal                                           | 1500 m            | 3:37.68      | 1 Q          |                  |                  | 3:35.70             | 1 Q                 | 3:34.30             | 3                   |
| Manuel Alcalde                                                | 50 km marxa       |              |              |                  |                  |                     |                     | 4:05:47             | 9                   |
| José Alonso                                                   | 400 m tanques     | No acabà     | No acabà     |                  |                  | No es classificà    | No es classificà    | No es classificà    | No es classificà    |
| José Javier Arqués                                            | 100 m             | 10.42        | 3 Q          | 10.52            | 4                | No es classificà    | No es classificà    | No es classificà    | No es classificà    |
| Jorge García                                                  | 5000 m            | 14:12.15     | 9            |                  |                  | No es classificà    | No es classificà    | No es classificà    | No es classificà    |
| Benjamín González                                             | 800 m             | 1:48.01      | 5            | No es classificà | No es classificà | No es classificà    | No es classificà    | No es classificà    | No es classificà    |
| José Luis González                                            | 1500 m            | 3:47.01      | 5            |                  |                  | No es classificà    | No es classificà    | No es classificà    | No es classificà    |
| Ángel Heras                                                   | 400 m             | 46.06        | 2 Q          | 45.88            | 5                | No es classificà    | No es classificà    | No es classificà    | No es classificà    |
| Jordi Llopart                                                 | 50 km marxa       |              |              |                  |                  |                     |                     | 4:03:09             | 7                   |
| Josep Marín                                                   | 20 km marxa       |              |              |                  |                  |                     |                     | 1:25:32             | 6                   |
| Javier Moracho                                                | 110 m tanques     | 14.05        | 2 Q          |                  |                  | 13.89               | 5                   | No es classificà    | No es classificà    |
| António Prieto                                                | 10000 m           | 28:57.78     | 7            |                  |                  |                     |                     | No es classificà    | No es classificà    |
| Domingo Ramón                                                 | 3.000 m obstacles | 8:26.04      | 2 Q          |                  |                  | 8:19.08             | 1 Q                 | 8:17.27             | 6                   |
| Santiago de la Parte                                          | Marató            |              |              |                  |                  |                     |                     | No acabà            | No acabà            |
| Carles Sala                                                   | 110 m tanques     | 14.02        | 2 Q          |                  |                  | 13.85               | 4 Q                 | 13.80               | 7                   |
| Antonio Sánchez                                               | 400 m             | 46.03        | 3 Q          | 45.79            | 6                | No es classificà    | No es classificà    | No es classificà    | No es classificà    |
| Juan José Torres                                              | 3.000 m obstacles | 8:40.76      | 9            |                  |                  | No es classificà    | No es classificà    | No es classificà    | No es classificà    |
| Colomán Trabado                                               | 800 m             | 1:46.00      | 2 Q          | No acabà         | No acabà         | No es classificà    | No es classificà    | No es classificà    | No es classificà    |
| Juan Carlos Traspaderne                                       | Marató            |              |              |                  |                  |                     |                     | No acabà            | No acabà            |
| Andrés Vera                                                   | 1500 m            | 3:45.44      | 3 Q          |                  |                  | 3:36.55             | 3 Q                 | 3:37.02             | 7                   |
| Manuel González Benjamín González Antonio Sánchez Ángel Heras | Relleus 4x400 m   | 3:08.79      | 4            |                  |                  | No es classificaren | No es classificaren | No es classificaren | No es classificaren |

Concursos
| Esportista     | Esdeveniment          | Qualificació | Qualificació | Final            | Final            |
| Esportista     | Esdeveniment          | Distància    | Posició      | Distància        | Posició          |
| -------------- | --------------------- | ------------ | ------------ | ---------------- | ---------------- |
| Alfonso Cano   | Salt amb perxa        | No competí   | No competí   | No es classificà | No es classificà |
| Antonio Corgos | Salt de llargada      | 8,02         | 2 Q          | 7,69             | 10               |
| Raúl Jimeno    | Llançament de martell | 66,38        | 10           | No es classificà | No es classificà |
| Alberto Ruiz   | Salt amb perxa        | 5,45         | 5 Q          | 5,20             | 9                |

### Femení
Pista i ruta
| Esportista   | Esdeveniment | Eliminatòria | Eliminatòria | Quarts de final | Quarts de final | Semifinals       | Semifinals       | Final            | Final            |
| Esportista   | Esdeveniment | Resultat     | Posició      | Resultat        | Posició         | Resultat         | Posició          | Resultat         | Posició          |
| ------------ | ------------ | ------------ | ------------ | --------------- | --------------- | ---------------- | ---------------- | ---------------- | ---------------- |
| Teresa Rioné | 100 m        | 11.55        | 4 Q          | 11.76           | 5               | No es classificà | No es classificà | No es classificà | No es classificà |
| Teresa Rioné | 200 m        | 24.48        | 3 Q          | 23.78           | 6               | No es classificà | No es classificà | No es classificà | No es classificà |

Concursos
| Esportista   | Esdeveniment  | Qualificació | Qualificació | Final            | Final            |
| Esportista   | Esdeveniment  | Distància    | Posició      | Distància        | Posició          |
| ------------ | ------------- | ------------ | ------------ | ---------------- | ---------------- |
| Isabel Mozún | Salt d'alçada | 1,75         | 26           | No es classificà | No es classificà |

## Bàsquet
Vegeu Bàsquet als Jocs Olímpics d'estiu de 1984

### Masculí
Jugadors
| - Fernando Arcega - José Beirán - Juan Corbalán - Juan de la Cruz - Andrés Jiménez - José Luis Llorente |  | - Juan López Iturriaga - Josep Maria Margall - Fernando Martín - Fernando Romay - Juan Antonio San Epifanio - Ignacio Solozábal |

Entrenador: Antonio Díaz-Miguel
Fase de grups
| Equip           | J | G | P | PF  | PC  | Dif  | Punts |
| --------------- | - | - | - | --- | --- | ---- | ----- |
| Estats Units    | 5 | 5 | 0 | 511 | 315 | +196 | 10    |
| Espanya         | 5 | 4 | 1 | 457 | 438 | +19  | 9     |
| Canadà          | 5 | 3 | 2 | 462 | 401 | +61  | 8     |
| Uruguai         | 5 | 2 | 3 | 403 | 460 | −57  | 7     |
| R.P. de la Xina | 5 | 1 | 4 | 364 | 477 | −113 | 6     |
| França          | 5 | 0 | 5 | 383 | 489 | −106 | 5     |

Resultats
| Ronda           | Data  | Partit       | Partit   | Partit       |
| --------------- | ----- | ------------ | -------- | ------------ |
| Fase grups − 1  | 29/07 | Espanya      | 83 − 82  | Canadà       |
| Fase grups − 2  | 31/07 | Uruguai      | 90 − 107 | Espanya      |
| Fase grups − 3  | 01/08 | França       | 82 − 97  | Espanya      |
| Fase grups − 4  | 03/08 | Xina         | 83 − 102 | Espanya      |
| Fase grups − 5  | 04/08 | Estats Units | 101 − 68 | Espanya      |
| Quarts de final | 06/08 | Espanya      | 101 − 93 | Austràlia    |
| Semifinals      | 08/08 | Iugoslàvia   | 61 − 74  | Espanya      |
| Final           | 10/08 | Espanya      | 65 − 96  | Estats Units |

## Boxa
Vegeu Boxa als Jocs Olímpics d'estiu de 1984
| Esportista            | Esdeveniment   | 1a ronda               | 2a ronda                 | 3a ronda             | Quarts de final      | Semifinals       | Final/FC         | Final/FC         |
| --------------------- | -------------- | ---------------------- | ------------------------ | -------------------- | -------------------- | ---------------- | ---------------- | ---------------- |
| Agapito Gómez         | −48 kg masculí | M. Mjirich (MAR) V 3−2 | M. Bolivar (VEN) D 1−4   | No es classificà     | No es classificà     | No es classificà | No es classificà | No es classificà |
| Julio Gómez           | −51 kg masculí | Á. Mercado (COL) D 1−4 | No es classificà         | No es classificà     | No es classificà     | No es classificà | No es classificà | No es classificà |
| Raúl Trapero          | −57 kg masculí | –                      | T. Aykaç (TUR) D 0−5     | No es classificà     | No es classificà     | No es classificà | No es classificà | No es classificà |
| José Antonio Hernando | −60 kg masculí | –                      | J-C. Labonte (SYC) V 5−0 | D. Odane (GHA) V 5−0 | L. Ortiz (PUR) D 0−5 | No es classificà | No es classificà | No es classificà |

## Ciclisme
Vegeu Ciclisme als Jocs Olímpics d'estiu de 1984

### Ciclisme en ruta
| Esportista             | Esdeveniment   | Temps    | Posició  |
| ---------------------- | -------------- | -------- | -------- |
| Francisco Antequera    | Ruta masculina | +11:30   | 23       |
| Manuel Jorge Domínguez | Ruta masculina | No acabà | No acabà |
| Miguel Indurain        | Ruta masculina | No acabà | No acabà |
| José Salvador Sanchis  | Ruta masculina | No acabà | No acabà |

## Esgrima
Vegeu Esgrima als Jocs Olímpics d'estiu de 1984
| Esportista      | Categoria         | Primera ronda                                                                                     | Primera ronda | Segona ronda                                                                          | Segona ronda | Tercera ronda    | Tercera ronda    | Quarta ronda     | Quarta ronda     | Quarts de final  | Semifinals       | Final            | Final |
| Esportista      | Categoria         | Atletes                                                                                           | C T Pos.      | Atletes                                                                               | C T Pos.     | Atletes          | C T Pos.         | Atletes          | C T Pos.         | Quarts de final  | Semifinals       | Final            | Final |
| --------------- | ----------------- | ------------------------------------------------------------------------------------------------- | ------------- | ------------------------------------------------------------------------------------- | ------------ | ---------------- | ---------------- | ---------------- | ---------------- | ---------------- | ---------------- | ---------------- | ----- |
| Ángel Fernández | Espasa individual | Grup 8 N. Koppang (NOR) X. Zong (CHN) S. Joos (BEL) C.O. Liu (HKG)                                | 2–2 16–14 3 Q | Grup 8 P. Riboud (FRA) Y. Cui (CHN) B. Vonen (NOR) T. Soumagne (BEL) G. Forslöw (SWE) | 2–3 17–19 4  | No es classificà | No es classificà | No es classificà | No es classificà | No es classificà | No es classificà | No es classificà | 29    |
| Antonio García  | Sabre individual  | Grup 4 M. Mustață (ROU) H. Granger-Veyron (FRA) G. Liu (CHN) J-M. Banos (CAN) J.M. Casanova (ARG) | 1–4 14–20 5 Q | Grup 4 G. Dalla Barba (ITA) Z. Babanasis (GRE) J. Stratmann (RFA) J. Zarno (GBR)      | 0–4 9–20 5   | No es classificà | No es classificà | No es classificà | No es classificà | No es classificà | No es classificà | No es classificà | 27    |

## Gimnàstica
Vegeu Gimnàstica als Jocs Olímpics d'estiu de 1984

### Gimnàstica artística

#### Masculí
Individual
| Esportista      | Esdeveniment    | Preliminar | Aparells | Aparells | Aparells | Aparells | Aparells | Aparells | Final  | Total   | Posició |
| Esportista      | Esdeveniment    | Preliminar | T        | CA       | A        | SC       | BP       | BF       | Final  | Total   | Posició |
| --------------- | --------------- | ---------- | -------- | -------- | -------- | -------- | -------- | -------- | ------ | ------- | ------- |
| Antonio Fraguas | Concurs complet | 56,625     | 9,700    | 8,900    | 9,800    | 9,700    | 9,200    | 9,400    | 56,700 | 113,325 | 35      |
| Miguel Soler    | Concurs complet | 57,200     | 9,600    | 9,650    | 9,800    | 9,750    | 9,150    | 9,700    | 57,650 | 114,850 | 25      |

#### Femení
Equips
| Esportista       | Esdeveniment | Aparells | Aparells | Aparells | Aparells | Aparells | Aparells | Aparells | Aparells | Aparells | Aparells | Aparells | Aparells | Total   | Posició |
| Esportista       | Esdeveniment | T        | T        | T        | SC       | SC       | SC       | BA       | BA       | BA       | BE       | BE       | BE       | Total   | Posició |
| Esportista       | Esdeveniment | OB       | OP       | P        | OB       | OP       | P        | OB       | OP       | P        | OB       | OP       | P        | Total   | Posició |
| ---------------- | ------------ | -------- | -------- | -------- | -------- | -------- | -------- | -------- | -------- | -------- | -------- | -------- | -------- | ------- | ------- |
| Laura Muñoz      | Equips       | 9,550    | 9,650    | 26       | 9,350    | 9,600    | 18       | 9,200    | 9,700    | 20       | 9,700    | 9,000    | 48       | 75,750  | 25 Q    |
| Ana Manso        | Equips       | 9,350    | 9,550    | 45       | 9,300    | 9,100    | 39       | 9,100    | 9,550    | 29       | 9,550    | 8,950    | 54       | 74,450  | 39 Q    |
| Marta Artigas    | Equips       | 9,600    | 9,350    | 40       | 8,950    | 8,950    | 48       | 9,150    | 9,050    | 43       | 9,600    | 9,150    | 43       | 73,800  | 46 Q    |
| Irene Martínez   | Equips       | 9,450    | 9,200    | 56       | 8,750    | 9,250    | 47       | 8,750    | 9,400    | 45       | 9,550    | 9,205    | 40       | 73,600  | 48      |
| Virginia Navarro | Equips       | 9,400    | 9,400    | 50       | 8,450    | 8,900    | 57       | 8,950    | 9,300    | 42       | 9,400    | 9,350    | 43       | 73,150  | 53      |
| Margot Estévez   | Equips       | 9,350    | 9,450    | 50       | 8,600    | 9,250    | 50       | 8,900    | 8,450    | 63       | 9,350    | 9,400    | 43       | 72,750  | 56      |
| Total            | Equips       | 94,750   | 94,750   | 9        | 91,100   | 91,100   | 8        | 92,300   | 92,300   | 12       | 93,950   | 93,950   | 9        | 372,100 | 9       |

Individual
| Esportista    | Esdeveniment    | Preliminar | Aparells | Aparells | Aparells | Aparells | Final  | Total  | Posició |
| Esportista    | Esdeveniment    | Preliminar | T        | SC       | BA       | BE       | Final  | Total  | Posició |
| ------------- | --------------- | ---------- | -------- | -------- | -------- | -------- | ------ | ------ | ------- |
| Marta Artigas | Concurs complet | 36,900     | 9,700    | 9,650    | 8,950    | 9,250    | 37,550 | 74,450 | 26      |
| Ana Manso     | Concurs complet | 37,225     | 9,800    | 9,700    | 9,400    | 9,150    | 38,050 | 75,275 | 21      |
| Laura Muñoz   | Concurs complet | 37,875     | 9,800    | 9,350    | 9,800    | 9,400    | 38,350 | 76,225 | 15      |

### Gimnàstica rítmica
Individual
| Esportista   | Esdeveniment    | Qualificació | Qualificació | Qualificació | Qualificació | Qualificació | Qualificació | Final    | Final    | Final    | Final    | Final  | Final  | Final   |
| Esportista   | Esdeveniment    | Aparells     | Aparells     | Aparells     | Aparells     | Total        | Posició      | Aparells | Aparells | Aparells | Aparells | Total  | Final  | Posició |
| Esportista   | Esdeveniment    | CE           | P            | M            | CI           | Total        | Posició      | CE       | P        | M        | CI       | Total  | Final  | Posició |
| ------------ | --------------- | ------------ | ------------ | ------------ | ------------ | ------------ | ------------ | -------- | -------- | -------- | -------- | ------ | ------ | ------- |
| Marta Bobo   | Concurs complet | 9,600        | 9,600        | 9,400        | 8,950        | 37,550       | 8 Q          | 9,000    | 9,700    | 9,750    | 9,150    | 37,600 | 56,375 | 9       |
| Marta Cantón | Concurs complet | 9,450        | 9,600        | 9,600        | 9,150        | 37,800       | 3 Q          | 9.550    | 9.400    | 9.550    | 9.550    | 38,050 | 56.950 | 6       |

## Halterofília
Vegeu Halterofília als Jocs Olímpics d'estiu de 1984
| Esportista       | Esdeveniment     | Arrencada | Arrencada | Arrencada | Dos temps | Dos temps | Dos temps | Total | Posició |
| Esportista       | Esdeveniment     | 1         | 2         | 3         | 1         | 2         | 3         | Total | Posició |
| ---------------- | ---------------- | --------- | --------- | --------- | --------- | --------- | --------- | ----- | ------- |
| Fernando Mariaca | −67,5 kg masculí | 122,5     | 127,5     | 127,5     | 152,5     | 157,5     | 162,5     | 280,0 | 12      |
| Dionisio Muñoz   | −56 kg masculí   | 105,0     | 110,0     | 110,0     | 127,5     | 132,5     | 135,0     | 242,5 | 6       |
| Julio Sáez       | −52 kg masculí   | 90,0      | 95,0      | 95,0      | 115,0     | 115,0     | 115,0     | −     | −       |
| Joaquín Valle    | −60 kg masculí   | 110,0     | 115,0     | 115,0     | 140,0     | 140,0     | 140,0     | −     | −       |

## Handbol
Vegeu Handbol als Jocs Olímpics d'estiu de 1984

### Masculí
Jugadors
| - Cecilio Alonso - Javier Cabanas - Juan Pedro de Miguel - Pere García - Rafael López - Agustín Millán - Juan Francisco Muñoz - José Ignacio Novoa |  | - Juan de la Puente - Jaime Puig - Javier Reino - Lorenzo Rico - Julián Ruiz - Eugenio Serrano - Juan José Uría |

Entrenador: Juan de Dios Román
Fase de grups
| Equip         | J | G | E | P | PF  | PC  | Dif | Punts |
| ------------- | - | - | - | - | --- | --- | --- | ----- |
| RFA           | 5 | 5 | 0 | 0 | 114 | 95  | +19 | 10    |
| Dinamarca     | 5 | 4 | 0 | 1 | 115 | 99  | +16 | 8     |
| Suècia        | 5 | 3 | 0 | 2 | 119 | 110 | +9  | 6     |
| Espanya       | 5 | 2 | 0 | 3 | 105 | 106 | −1  | 4     |
| Estats Units  | 5 | 0 | 1 | 4 | 91  | 100 | −9  | 1     |
| Corea del Sud | 5 | 0 | 1 | 4 | 123 | 157 | −34 | 1     |

Resultats
| Ronda          | Data  | Partit              | Partit  | Partit        |
| -------------- | ----- | ------------------- | ------- | ------------- |
| Fase grups − 1 | 31/07 | Dinamarca           | 21 − 16 | Espanya       |
| Fase grups − 2 | 02/08 | Alemanya Occidental | 18 − 16 | Espanya       |
| Fase grups − 3 | 04/08 | Espanya             | 31 − 25 | Corea del Sud |
| Fase grups − 4 | 06/08 | Espanya             | 17 − 16 | Estats Units  |
| Fase grups − 5 | 08/08 | Suècia              | 26 − 25 | Espanya       |
| Setè/Vuitè     | 10/08 | Suïssa              | 18 − 17 | Espanya       |

## Hípica
Vegeu Hípica als Jocs Olímpics d'estiu de 1984
Salts d'obstacles
| Esportista                                                   | Cavall                                       | Esdeveniment | Qualificació          | Qualificació | Qualificació          | Qualificació           | Qualificació | Final            | Final            | Total            | Total            |
| Esportista                                                   | Cavall                                       | Esdeveniment | Ronda 1               | Ronda 1      | Ronda 2               | Ronda 2                | Ronda 2      | Final            | Final            | Total            | Total            |
| Esportista                                                   | Cavall                                       | Esdeveniment | Penal.                | Posició      | Penal.                | Total                  | Posició      | Penal.           | Posició          | Penal.           | Posició          |
| ------------------------------------------------------------ | -------------------------------------------- | ------------ | --------------------- | ------------ | --------------------- | ---------------------- | ------------ | ---------------- | ---------------- | ---------------- | ---------------- |
| Luis Álvarez                                                 | Jexico de Park                               | Individual   | 4,25                  | 8            | 4,25                  | 8,50                   | 6            | No es classificà | No es classificà | No es classificà | No es classificà |
| Luis Astolfi                                                 | Feinschnitt "Z"                              | Individual   | 5,25                  | 9            | 8,50                  | 13,75                  | 10           | No es classificà | No es classificà | No es classificà | No es classificà |
| Alberto Honrubia Luis Álvarez Rutherford Lathan Luis Astolfi | Kaoua Jexico de Park Idaho E Feinschnitt "Z" | Equips       | 8,00 1,50 12,00 32,50 |              | 0,00 9,50 21,00 24,00 | 8,00 11,00 33,00 56,50 |              |                  |                  | 52,00            | 7                |

## Hoquei sobre herba
Vegeu Hoquei sobre herba als Jocs Olímpics d'estiu de 1984

### Masculí
Jugadors
| - Josep Agut - Jaume Arbós - Joan Arbós - Mariano Bordas - Xavier Cabot - Ricard Cabot - Ignacio Cobos - Ignasi Escudé |  | - Josep Miquel García - Andreu Gómez - Joan Malgosa - Santi Malgosa - Jordi Oliva - Miguel de Paz - Juan Carlos Peón - Carles Roca |

Entrenador: Lluís Twose
Fase de grups
| Equip        | J | G | E | P | PF | PC | Dif | Punts |
| ------------ | - | - | - | - | -- | -- | --- | ----- |
| Austràlia    | 5 | 5 | 0 | 0 | 17 | 4  | +13 | 10    |
| RFA          | 5 | 3 | 1 | 1 | 12 | 4  | +8  | 7     |
| Índia        | 5 | 3 | 1 | 1 | 14 | 9  | +5  | 7     |
| Espanya      | 5 | 2 | 0 | 3 | 11 | 12 | −1  | 4     |
| Malàisia     | 5 | 1 | 0 | 4 | 6  | 17 | −11 | 2     |
| Estats Units | 5 | 0 | 0 | 5 | 4  | 18 | −14 | 0     |

Resultats
| Ronda          | Data  | Hora  | Partit    | Partit         | Partit        |
| -------------- | ----- | ----- | --------- | -------------- | ------------- |
| Fase grups − 1 | 29/07 | 15:30 | Espanya   | 1 − 3          | RFA           |
| Fase grups − 2 | 31/07 | 08:30 | Austràlia | 3 − 1          | Espanya       |
| Fase grups − 3 | 02/08 | 08:30 | Espanya   | 3 − 4          | Índia         |
| Fase grups − 4 | 04/08 | 14:30 | Espanya   | 3 − 1          | Estats Units  |
| Fase grups − 5 | 06/08 | 10:15 | Espanya   | 3 − 1          | Malàisia      |
| Cinquè/Vuitè   | 09/08 | 09:45 | Espanya   | 0 (4) − 0 (10) | Països Baixos |
| Setè/Vuitè     | 10/08 | 15:00 | Espanya   | 0 − 1          | Nova Zelanda  |

## Judo
Vegeu Judo als Jocs Olímpics d'estiu de 1984

### Masculí
| Esportista          |        | Ronda 1             | Ronda 2             | Ronda 3          | Ronda 4          | Repesca 1           | Repesca 2        | Final/FC         | Final/FC |
| ------------------- | ------ | ------------------- | ------------------- | ---------------- | ---------------- | ------------------- | ---------------- | ---------------- | -------- |
| Francisco Rodríguez | −65 kg |                     | B. Rosati (ITA) D   | No es classificà | No es classificà | No es classificà    | No es classificà | No es classificà | 20       |
| Joaquín Ruiz        | −71 kg | Á. Banabria (CRI) V | D-C. Liaw (TPE) D   | No es classificà | No es classificà | No es classificà    | No es classificà | No es classificà | 13       |
| Carlos Sotillo      | −60 kg | A. Francini (SMR) V | J-Y. Kim (KOR) D    | No es classificà | No es classificà | G. Delvingt (FRA) D | No es classificà | No es classificà | 7        |
| Ignacio Sanz        | −78 kg |                     | S. Yesilnur (TUR) D | No es classificà | No es classificà | No es classificà    | No es classificà | No es classificà | 20       |
| Alfonso García      | −86 kg | M. Vecchi (ITA) V   | D. White (GBR) D    | No es classificà | No es classificà | No es classificà    | No es classificà | No es classificà | 12       |
| Alberto Rubio       | −95 kg | D. Vieira (BRA) D   | No es classificà    | No es classificà | No es classificà | A.K. Daffe (SEN) D  | No es classificà | No es classificà | 9        |

## Lluita
Vegeu Lluita als Jocs Olímpics d'estiu de 1984

### Lluita lliure
| Esportista          | Esdeveniment | Ronda preliminar          | Ronda preliminar        | Ronda preliminar | Ronda preliminar | Ronda preliminar | Ronda final      | Ronda final      |                  |
| Esportista          | Esdeveniment | Ronda 1                   | Ronda 2                 | Ronda 3          | Ronda 4          | Final            | Ronda final      | Ronda final      |                  |
| Esportista          | Esdeveniment | Oponent Resultat          | Oponent Resultat        | Oponent Resultat | Oponent Resultat | Oponent Resultat | Oponent Resultat | Pos.             |                  |
| ------------------- | ------------ | ------------------------- | ----------------------- | ---------------- | ---------------- | ---------------- | ---------------- | ---------------- | ---------------- |
| Miguel Ángel García | −57 kg       | G. Hawkins (NZL) D 0−4 TF | B. Guan (CHN) D 0−4 ST  | No es classificà | No es classificà | No es classificà | No es classificà | No es classificà | No es classificà |
| Francisco Iglesias  | −68 kg       | S. Bayliss (GBR) D 0−4 TF | Q. Ren (CHN) D 0−4 ST   | No es classificà | No es classificà | No es classificà | No es classificà | No es classificà | No es classificà |
| Ignacio Ordóñez     | −74 kg       | S. Sağan (TUR) D 0−4 ST   | Š. Sejdi (YUG) D 0−4 ST | No es classificà | No es classificà | No es classificà | No es classificà | No es classificà | No es classificà |

## Natació
Vegeu Natació als Jocs Olímpics d'estiu de 1984

### Masculí
| Esportista                                                                 | Esdeveniment    | Eliminatòries | Eliminatòries | Final/FC            | Final/FC            |
| Esportista                                                                 | Esdeveniment    | Temps         | Posició       | Temps               | Posició             |
| -------------------------------------------------------------------------- | --------------- | ------------- | ------------- | ------------------- | ------------------- |
| Ricardo Aldabe                                                             | 100 m esquena   | 57.90         | 9 q           | 58.31               | 13                  |
| Ricardo Aldabe                                                             | 200 m esquena   | 2:03.94       | 5 Q           | 2:04.53             | 7                   |
| Juan Enrique Escalas                                                       | 400 m lliures   | 3:55.93       | 12 q          | 3:55.25             | 10                  |
| Juan Enrique Escalas                                                       | 1500 m lliures  | 15:44.85      | 18            | No es classificà    | No es classificà    |
| Rafael Escalas                                                             | 1500 m lliures  | 15:30.09      | 11            | No es classificà    | No es classificà    |
| Rafael Escalas                                                             | 400 m estils    | No presentat  | No presentat  | No presentat        | No presentat        |
| Harri Garmendia                                                            | 100 m papallona | 55.97         | 20            | No es classificà    | No es classificà    |
| Harri Garmendia                                                            | 200 m papallona | 2:02.37       | 16 q          | 2:01.82             | 15                  |
| Harri Garmendia                                                            | 200 m estils    | 2:08.30       | 19            | No es classificà    | No es classificà    |
| David López-Zubero                                                         | 100 m papallona | 55.66         | 14 q          | 55.61               | 12                  |
| Javier Miralpeix                                                           | 200 m lliures   | 1:55.25       | 28            | No es classificà    | No es classificà    |
| Enrique Romero                                                             | 100 m braça     | 1:05.19       | 18            | No es classificà    | No es classificà    |
| Enrique Romero                                                             | 200 m braça     | 2:21.25       | 14 q          | 2:21.19             | 13                  |
| Juan Carlos Vallejo                                                        | 200 m lliures   | 1:51.97       | 13 q          | 1:51.77             | 10                  |
| Juan Enrique Escalas Rafael Escalas Juan Carlos Vallejo David López-Zubero | 4x200 m lliures | 7:32.21       | 11            | No es classificaren | No es classificaren |

## Natació sincronitzada
Vegeu Natació sincronitzada als Jocs Olímpics d'estiu de 1984
| Esportista                | Esdeveniment | Qualificació   | Qualificació  | Qualificació | Qualificació | Final               | Final               | Final               | Final               |
| Esportista                | Esdeveniment | Rutina tècnica | Rutina lliure | Total        | Posició      | Rutina tècnica      | Rutina lliure       | Total               | Posició             |
| ------------------------- | ------------ | -------------- | ------------- | ------------ | ------------ | ------------------- | ------------------- | ------------------- | ------------------- |
| Rosa Costa                | Solo         | 69,083         | 80,80         | 149,883      | 17           | No es classificà    | No es classificà    | No es classificà    | No es classificà    |
| Mónica Antich Anna Tarrés | Duet         | 73,551         | 80,60         | 154,151      | 16           | No es classificaren | No es classificaren | No es classificaren | No es classificaren |

## Pentatló modern
Vegeu Pentatló modern als Jocs Olímpics d'estiu de 1984
| Esportista                                     | Esdeveniment | Hípica | Esgrima | Natació | Tir   | Camp a través | Final  | Final |
| ---------------------------------------------- | ------------ | ------ | ------- | ------- | ----- | ------------- | ------ | ----- |
| Eduardo Burguete                               | Individual   | 1.006  | 736     | 1.308   | 670   | 1.175         | 4.895  | 26    |
| Federico Galera                                | Individual   | 1.040  | 582     | 1.088   | 846   | 1.159         | 4.715  | 34    |
| Jorge Quesada                                  | Individual   | 1.060  | 890     | 1.172   | 1.000 | 1.159         | 5.281  | 8     |
| Eduardo Burguete Federico Galera Jorge Quesada | Equips       | 3.106  | 2.208   | 3.268   | 2.516 | 3.493         | 14.891 | 8     |

## Piragüisme
Vegeu Piragüisme als Jocs Olímpics d'estiu de 1984
| Esportista                            | Esdeveniment        | Sèries  | Sèries  | Repesca | Repesca | Semifinals | Semifinals | Final               | Final               |
| Esportista                            | Esdeveniment        | Temps   | Posició | Temps   | Posició | Temps      | Posició    | Temps               | Posició             |
| ------------------------------------- | ------------------- | ------- | ------- | ------- | ------- | ---------- | ---------- | ------------------- | ------------------- |
| Pedro Alegre                          | K1 1000 m masculins | 3:59.95 | 5       | 4:19.48 | 4 Q     | 4:02.40    | 3 Q        | 3:53.20             | 9                   |
| Francisco López                       | C1 500 m masculins  | 2:08.01 | 5       | 2:09.72 | 2 Q     | 2:04.38    | 3 Q        | 2:03.95             | 9                   |
| Francisco López                       | C1 1000 m masculins | 4:34.94 | 5       | 4:29.50 | 3 Q     | –          | –          | 4:23.92             | 9                   |
| Guillermo del Riego                   | K1 500 m masculins  | 1:53.92 | 3 Q     |         |         | 1:51.22    | 3 Q        | 1:49.71             | 7                   |
| Enrique Míguez Narciso Suárez         | C2 500 m masculins  | 1:50.74 | 3 Q     |         |         | –          | –          | 1:47.71             | 3                   |
| Enrique Míguez Narciso Suárez         | C2 1000 m masculins | 3:56.70 | 5       | 3:53.83 | 1 Q     | –          | –          | 3:56.92             | 6                   |
| Herminio Menéndez Guillermo del Riego | K2 500 m masculins  | 1:38.88 | 4       | 1:39.60 | 1 Q     | 1:37.38    | 4          | No es classificaren | No es classificaren |
| Herminio Menéndez Guillermo del Riego | K2 1000 m masculins | 3:30.93 | 4       | 3:41.20 | 1 Q     | 3:29.98    | 1 Q        | 3:27.53             | 7                   |

## Rem
Vegeu Rem als Jocs Olímpics d'estiu de 1984
| Esportista                                                 | Esdeveniment      | Sèries  | Sèries  | Repesca | Repesca | Semifinals | Semifinals | Final   | Final   |
| Esportista                                                 | Esdeveniment      | Temps   | Posició | Temps   | Posició | Temps      | Posició    | Temps   | Posició |
| ---------------------------------------------------------- | ----------------- | ------- | ------- | ------- | ------- | ---------- | ---------- | ------- | ------- |
| José Ramón Oyarzábal                                       | Scull individual  | 7:39.16 | 4 R     | 7:33.68 | 3       | 7:32.72    | 4 FB       | 7:36.78 | 11      |
| Fernando Climent Luis María Lasúrtegui                     | Dos sense timoner | 6:01.80 | 2       |         |         | 6:53.58    | 2 FA       | 6:48.87 | 2       |
| José Manuel Bermúdez Isidro Martín Joaquín Sabriá          | Dos amb timoner   | 6:54.34 | 2       | 7:42.23 | 4 FB    |            |            | 7:34.38 | 10      |
| Jesús González Julio Oliver Luis Miguel Oliver Manuel Vera | Quàdruple scull   | 6:01.80 | 2 R     | 6:08.65 | 2 FA    |            |            | 6:04.99 | 6       |

## Salts
Vegeu Salts als Jocs Olímpics d'estiu de 1984
| Esportista      | Esdeveniment              | Eliminatòria | Eliminatòria | Final            | Final            |
| Esportista      | Esdeveniment              | Punts        | Posició      | Punts            | Posició          |
| --------------- | ------------------------- | ------------ | ------------ | ---------------- | ---------------- |
| Ricardo Camacho | Trampolí 3 m masculí      | 509,10       | 17           | No es classificà | No es classificà |
| Luis Diéguez    | Plataforma 10 m masculina | 361,23       | 21           | No es classificà | No es classificà |

## Tir
Vegeu Tir als Jocs Olímpics d'estiu de 1984
| Esportista        | Esdeveniment              | Final     | Final   |
| Esportista        | Esdeveniment              | Puntuació | Posició |
| ----------------- | ------------------------- | --------- | ------- |
| Juan Ávalos       | Skeet                     | 192       | 13      |
| Luis del Cerro    | Rifle estesa 50 m         | 588       | 30      |
| Ángel Corsino     | Pistola lliure 50 m       | 543       | 27      |
| Jorge González    | Carabina aire 10 m        | 572       | 30      |
| Jorge González    | Rifle estesa 50 m         | 588       | 30      |
| Jorge González    | Rifle tres positions 50 m | 1.146     | 11      |
| Eduardo Jiménez   | Pistola ràpida 25 m       | 579       | 29      |
| María Luisa Peña  | Pistola ràpida 25 m       | 545       | 30      |
| Francisco Pérez   | Skeet                     | 191       | 19      |
| José María Pigrau | Carabina aire 10 m        | 574       | 26      |
| José María Pigrau | Rifle tres positions 50 m | 1.128     | 30      |
| Joan Seguí        | Pistola ràpida 25 m       | 589       | 10      |
| Ricardo Sancho    | Fossa olímpica            | 183       | 17      |
| Eladi Vallduví    | Fossa olímpica            | 181       | 22      |

## Tir amb arc
Vegeu Tir amb arc als Jocs Olímpics d'estiu de 1984
| Esportista        | Esdeveniment       | Ronda 1   | Ronda 1 | Ronda 2   | Ronda 2 | Final     | Final   |
| Esportista        | Esdeveniment       | Puntuació | Posició | Puntuació | Posició | Puntuació | Posició |
| ----------------- | ------------------ | --------- | ------- | --------- | ------- | --------- | ------- |
| Ascensión Guerra  | Individual femení  | 1.174     | 37      | 1.130     | 39      | 2.304     | 38      |
| Montserrat Martín | Individual femení  | 1.212     | 26      | 1.206     | 26      | 2.418     | 28      |
| José Prieto       | Individual masculí | 1.167     | 50      | 1.174     | 45      | 2.341     | 47      |
| Manuel Rubio      | Individual masculí | 1.213     | 33      | 1.177     | 43      | 2.390     | 37      |

## Vela
Vegeu Vela als Jocs Olímpics d'estiu de 1984
| Esportista                           | Esdeveniment    | Curses | Curses | Curses | Curses | Curses | Curses | Curses | Punts totals | Total -1 | Posició |
| Esportista                           | Esdeveniment    | 1      | 2      | 3      | 4      | 5      | 6      | 7      | Punts totals | Total -1 | Posició |
| ------------------------------------ | --------------- | ------ | ------ | ------ | ------ | ------ | ------ | ------ | ------------ | -------- | ------- |
| Eduardo Bellini                      | Windsurf        | 3      | 15     | YMP    | 24     | 13     | 11     | 8      | 122,0        | 92,0     | 12      |
| Joaquín Blanco                       | Finn            | DSQ    | 8      | 18     | 4      | 6      | 2      | 1      | 95,7         | 60,7     | 4       |
| Luis Doreste Roberto Molina          | 470             | 3      | 1      | 5      | 2      | 1      | 9      | DNS    | 35,0         | 68,7     | 1       |
| Alejandro Abascal Miguel Noguer      | Flying Dutchman | 6      | 9      | 14     | 11     | 16     | 9      | 7      | 113,7        | 91,7     | 11      |
| Antonio Gorostegui José Luis Doreste | Star            | 8      | 14     | 10     | 5      | 4      | 7      | 7      | 94,0         | 74,0     | 7       |

## Waterpolo
Vegeu Waterpolo als Jocs Olímpics d'estiu de 1984

### Masculí
Jugadors
| - Antonio Aguilar - Rafael Aguilar - Alberto Canal - Jorge Carmona - Manel Estiarte - Félix Fernández - José Morillo | - Mariano Moya - Jorge Neira - Leandro Ribera - Pere Robert - Jorge Signes - Jordi Sans |

Entrenador: Quim Pujol
Fase de grups A
| Equip        | J | G | E | P | GF | GC | Dif | Punts |
| ------------ | - | - | - | - | -- | -- | --- | ----- |
| Estats Units | 3 | 3 | 0 | 0 | 32 | 17 | +15 | 6     |
| Espanya      | 3 | 2 | 0 | 1 | 39 | 31 | +8  | 4     |
| Grècia       | 3 | 0 | 1 | 2 | 23 | 33 | −10 | 1     |
| Brasil       | 3 | 0 | 1 | 2 | 25 | 38 | −13 | 1     |

Fase de grups B
| Equip         | J | G | E | P | GF | GC | Dif | Punts |
| ------------- | - | - | - | - | -- | -- | --- | ----- |
| Iugoslàvia    | 5 | 4 | 1 | 0 | 47 | 33 | +14 | 9     |
| Estats Units  | 5 | 4 | 1 | 0 | 43 | 34 | +9  | 9     |
| RFA           | 5 | 2 | 1 | 2 | 49 | 34 | +15 | 5     |
| Espanya       | 5 | 1 | 2 | 2 | 42 | 46 | −4  | 4     |
| Austràlia     | 5 | 1 | 1 | 3 | 37 | 48 | −11 | 3     |
| Països Baixos | 5 | 0 | 0 | 5 | 25 | 48 | −23 | 0     |

Resultats
| Ronda            | Data  | Partit    | Partit  | Partit        |
| ---------------- | ----- | --------- | ------- | ------------- |
| Fase grups A − 1 | 01/08 | Espanya   | 19 − 12 | Brasil        |
| Fase grups A − 2 | 02/08 | Espanya   | 12 − 9  | Grècia        |
| Fase grups A − 3 | 03/08 | Espanya   | 8 − 10  | Estats Units  |
| Fase grups B − 1 | 06/08 | Espanya   | 6 − 6   | RFA           |
| Fase grups B − 2 | 07/08 | Espanya   | 8 − 4   | Països Baixos |
| Fase grups B − 3 | 09/08 | Espanya   | 8 − 14  | Iugoslàvia    |
| Fase grups B − 4 | 10/08 | Austràlia | 10 − 10 | Espanya       |